# جون غروفز
جون غروفز (بالإنجليزية: John Groves)‏ (16 سبتمبر 1933 بدربي في المملكة المتحدة - 26 يونيو 2017) هو لاعب كرة قدم بريطاني في مركز الدفاع. لعب مع نادي بورنموث ونادي لوتون تاون.

## وصلات خارجية
- جون غروفز على موقع قاعدة بيانات كرة القدم.إي يو (الإنجليزية)